# Estedt
Estedt este o comună din landul Saxonia-Anhalt, Germania.
1. ↑  Top50[*] Verificați valoarea |titlelink= (ajutor)